# Marrocos nos Jogos Olímpicos de Verão de 1976
Durante os Jogos Olímpicos de Verão de 1976 em Montreal, Canadá, o Marrocos, junto com outros países, boicotou devido à participação da Nova Zelândia, que ainda tinha ligações esportivas com a África do Sul.
Atletas de Camarões, Egito, Marrocos, e Tunísia competiram de 18 a 20 de julho antes de esses países desistirem dos jogos.

## Resultados por Evento

### Atletismo
5.000m masculino
- Mohamed Benbaraka
  - Eliminatórias — não começou (→ não avançou, sem classificação)

### Boxe
Peso Mosca-ligeiro (– 48 kg)
- Abderahim Najim
  1. Primeira rodada — Perdeu para Park Chan-Hee (KOR), DSQ-3